# Holanda Esporte Clube
L'Holanda Esporte Clube, noto anche semplicemente come Holanda, è una società calcistica brasiliana con sede nella città di Rio Preto da Eva, nello stato dell'Amazonas.

## Storia
Il club è stato fondato il 24 ottobre 1984 con il nome di Curumim nella città di Manaus. Dopo che la squadra è diventata professionistica, il club è stato rifondato il 21 ottobre 2007 con il nome di Holanda Esporte Clube e si è trasferito nella città di Rio Preto da Eva. Ha vinto il Campeonato Amazonense Segunda Divisão nel 2007 e il Campionato Amazonense nel 2008. L'Holanda ha partecipato al Campeonato Brasileiro Série C nel 2008, dove è stato eliminato alla seconda fase. La squadra ha partecipato alla Coppa del Brasile nel 2009, dove è stato eliminato al primo turno dal Coritiba.

## Palmarès

### Competizioni statali
- Campionato Amazonense: 1

2008
- Campeonato Amazonense Segunda Divisão: 2

2007, 2017.1